# Cnidium
Cnidium är ett släkte i familjen flockblommiga växter.

## Arter
Släktet innefattar 5–8 arter. Tidigare har många fler arter förts till Cnidium, men dessa har sedermera placerats i andra släkten.
- Cnidium bhutanicum M.F.Watson
- Cnidium cnidiifolium (Turcz.) Schischk.
- Cnidium dauricum (Jacq.) Fisch. & C.A.Mey.
- Cnidium divaricatum Ledeb.
- Cnidium japonicum Miq.
- Cnidium monnieri (L.) Cusson
- Cnidium silaifolium (Jacq.) Simonk.
- Cnidium warburgii H.Wolff